# ريتشارد برايت (طبيب)
ريتشارد برايت (بالإنجليزية: Richard Bright)‏ (28 أيلول 1789 – 16 كانون الأول 1858) كان طبيبا إنكليزيا رائدا في أبحاث طب الكلى.
ولد في برستل في غلوسترشير، وكان الابن الثالث لسارة برايت وريتشارد برايت الأب، وهو تاجر ومصرفي غني. كان ريتشارد برايت الأب مهتما بالعلوم وشارك ابنه اهتماماته ودعمه في هذا المجال. في عام 1808 التحق ريتشارد برايت الابن بجامعة إدنبرة لدراسة الفلسفة والاقتصاد والرياضيات، لكنه حول إلى الطب في السنة الثانية.
في عام 1810، رافق السيد جورج ستيوارت مكنزي في بعثة صيفية إلى آيسلندا لإجراء بعض الدراسات الطبيعية. ثم واصل دراسة الطب في مستشفى غاي في لندن حتى عاد إلى إدنبرة في أيلول 1813 ليحصل على درجة دكتور في الطب. كان بحثه بعنوان (De erysipelate contagioso) أي حول الحمرة المعدية.
عمل في العقدين اللاحقين في مستشفى غاي مدرسا وممارسا وباحثا، وعمل هناك مع اثنين من الأطباء الباحثين المشهورين وهما توماس أديسون وتوماس هودجكن. بحثه الذي أجراء أساب وأعراض مرض يصيب الكلية أدى إلى اكتشاف ما يعرف حاليا بداء برايت. ولذا يعد ريتشارد برايت أبو طب الكلى. اختير زميلا للجمعية الملكية عام 1821.
ان لريتشارد برايت شعور خاص تجاه هنغاريا، فقد عاش في عام 1815 في قلعة فشتتيتشس في كستهي، حيث توجد هنالك لوحة مكتوب عليها::
| ريتشارد برايت (طبيب) | “To the memory of the English physician scientist and traveller who was one of the pioneers in the accurate description of Lake Balaton.” وترجمتها: لأجل ذكرى الطبيب الإنكليزي العالم والمسافر الذي كان واحدا من الرواد في الوصف الدقيق لبحيرة بالاتون. | ريتشارد برايت (طبيب) |

قدم المحاضرات الغولستنية عام 1833 حول وظيفة الدوالي البطنية والمحاضرات اللوملية عام 1837 وكانت حول أمراض الدماغ.
في 11 كانون الأول 1858، تمرض ريتشارد برايت مرضا شديدا بسبب مرض القلب ولم يشفى وتوفي وعمره 69 عاما في لندن ودفن في مقبرة كنسل غرين.
خلف ريتشارد برايت ولدين، الأصغر كان طبيبا، أما الأكبر فهو المؤرخ جيمس فرانك برايت.

## روابط خارجية
- ريتشارد برايت على موقع الموسوعة البريطانية (الإنجليزية)